# São Jorge (Cap Verd)
São Jorge (crioll capverdià San Jorji) és una vila al nord de l'illa de Fogo a l'arxipèlag de Cap Verd. Està situada 15 kilòmetres al nord-est de São Filipe.

## Punts d'interès
Ponta da Salina és a prop del poble. És un petit port natural i una badia amb formacions rocalloses de basalt una de les quals s'assembla a un arc natural. Hi ha algunes piscines naturals i una platja de sorra fosca on és possible nedar si la mar no és massa aspre.